# Saint-Aubin-Celloville

Saint-Aubin-Celloville este o comună în departamentul Seine-Maritime, Franța. În 1 ianuarie 2022 avea o populație de 1.182 de locuitori.